# Лавров, Пётр Евстафьевич
Пётр Евстафьевич Лавров (28 декабря 1922 года — 1 мая 1945 года) — советский танкист, старший сержант, Герой Советского Союза.

## Ранние годы
Родился 28 декабря 1922 в деревне Дяглево, в крестьянской семье. Окончил 7 классов Хамонтовской школы и ремесленное училище № 2 в посёлке Сясьстрой. Работал в городе Соликамске.
В июле 1941 был призван в армию.

## В годы Великой Отечественной войны
Участник Великой Отечественной войны с ноября 1942 года.
Старший механик-водитель танка Т-34 23-й танковой бригады старший сержант Лавров П. Е. особо отличился весной 1945 года в боях за Берлин.
В период с 14 апреля по 1 мая 1945 года в боях на подступах к Берлину и на улицах города экипажем танка было уничтожено 7 орудий и 12 огневых точек противника. Был подбит. Будучи тяжело раненым, смог отбуксировать подбитый танк. Скончался от ран 1 мая 1945 года.
«Указом Президиума Верховного Совета СССР от 31 мая 1945 года за образцовое выполнение боевых заданий командования на фронте борьбы с немецко-фашистским захватчиками и проявленные при этом мужество и героизм старшему сержанту Лаврову Петру Евстафьевичу присвоено звание Героя Советского Союза посмертно.»
Похоронен в Германии в населённом пункте Гросс-Нойендорф.

## Память
Именем П. Е. Лаврова названа одна из улиц в поселке Сясьстрой. Его имя присвоего СПТУ № 24, где учился Герой. Перед зданием училища установлен бюст Героя, на здании — мемориальная доска.

## Награды
Награждён орденами Ленина, Красной Звезды.